# Aquinas Ried
Aquinas Ried (1810 - 1869) fue un Médico cirujano, bombero, compositor y dramaturgo chileno de origen alemán, quien compuso la primera ópera escrita en tierras chilenas, en español y con temática de carácter nacionalista.

## Vida
Nace en el castillo de Strahlfels, cercano a la ciudad de Ratisbona, en la región de Baviera de la actual Alemania (Entonces Reino de Baviera). Estudia en la ciudad cercana a su hogar y luego viaja a Múnich donde obtiene el título de doctor en filosofía de la Universidad de Múnich en agosto de 1830. En 1832, habiendo emigrado a Inglaterra, se titula en calidad de médico cirujano de la "The Royal College of Surgeons" de Londres.
Se radica en Chile, específicamente en la ciudad de Valparaíso, donde se casó con Catalina Canciani, sobrina del armador italiano Antonio Canciani radicado en el puerto (Catalina daría su nombre al primer velero que trajo inmigrantes alemanes al sur de Chile). En el año 1846 entrega el manuscrito, publicado en la ciudad de Valparaíso en noviembre, de la que sería la primera ópera escrita en tierras chilenas, la cual resalta además por ciertas particularidades; La temática de carácter nacionalista, haciendo alusión a un episodio de las luchas por la Independencia, y el hecho de que se encontrara escrita en castellano, cosa que era realmente inusual en su época dada la influencia avasalladora de la ópera italiana en Chile y Latinoamérica en general.
La obra se tituló Telésfora, ópera heroica en tres actos. Dados diversos inconvenientes no se pudo representar este primer drama lírico chileno y tan solo uno de sus coros, titulado Ea, campesinos, venid fue representado, en diversas ocasiones, tras ser arreglado por Guillermo Frick en 1855. El propio libreto de la obra tuvo un gran éxito entre la crítica y el público, cosa que podemos constatar al revisar los periódicos de la época.
Aquinas Ried va a seguir cultivando el género de la ópera a lo largo de su vida y compone las obras Il Grenatiere en 1860, Walhala en 1863 y Diana en 1868. Para el año de su muerte, en 1869, se encontraron diversos manuscritos donde aparecen fragmentos de otras tres obras en producción, tituladas Ismenilda, Idoma y Ondega, además de un esbozo de su tercera ópera en español, la cual habría sido titulada Atacama. Con el terremoto de Valparaíso de 1906 se van a perder varios de estos fragmentos.
Ried junto a otros fundó en Valparaíso el Hospital Alemán, el Colegio Alemán y la Segunda Compañía de Bomberos "Bomba Germania".
Estuvo a cargo de la defensa civil de Valparaíso en el bombardeo español de 1866.